# Morti nel 2007/Giugno
| Questa pagina contiene informazioni ricavate automaticamente dalle voci biografiche con l'ausilio del template Bio e di un bot. L'aggiornamento è periodico e automatico e ricostruisce completamente la pagina. Se manca una persona in questa lista, sei pregato di non aggiungerla, ma accertati piuttosto che la sua voce biografica contenga il template Bio e che i dati anagrafici siano correttamente compilati. Se il template Bio manca, inseriscilo tu stesso o, in alternativa, metti l'avviso {{tmp\|Bio}} che ne segnala la mancanza. Se i dati riportati sono sbagliati, correggi direttamente la voce biografica; le modifiche saranno visibili in questa lista entro pochi giorni. Per chiarimenti vedi il progetto biografie. La lista contiene solo le 123 persone che sono citate nell'enciclopedia e per le quali è stato implementato correttamente il template Bio. Pagina aggiornata al 10 lug 2025. |

- 1º giugno - Gaetano De Cosmo, politico italiano (n. 1945)
- 1º giugno - Arlette Halff, tennista francese (n. 1908)
- 1º giugno - Charles Johnson, cestista statunitense (n. 1949)
- 1º giugno - Janice Romary, schermitrice statunitense (n. 1927)
- 1º giugno - Filippo Valenti, archivista, paleografo e diplomatista italiano (n. 1919)
- 2 giugno - Huang Ju, politico cinese (n. 1938)
- 3 giugno - Juan Antonio Arguelles Rius, musicista, programmatore e produttore discografico spagnolo (n. 1978)
- 3 giugno - Ragheed Ganni, presbitero iracheno (n. 1972)
- 4 giugno - Carlo Alberto Ciocci, politico italiano (n. 1932)
- 4 giugno - Bill France Jr., dirigente sportivo statunitense (n. 1933)
- 4 giugno - Craig Thomas, politico statunitense (n. 1933)
- 4 giugno - Luis Valenzuela González, allenatore di pallacanestro cileno (n. 1915)
- 5 giugno - Mauriene Smithson, cestista statunitense (n. 1932)
- 5 giugno - Zakia Zaki, giornalista afghana (n. 1962)
- 6 giugno - Benito Alazraki, regista, sceneggiatore e produttore cinematografico messicano (n. 1921)
- 6 giugno - Warren Bradley, calciatore inglese (n. 1933)
- 6 giugno - Runqi, principe cinese (n. 1912)
- 6 giugno - Jim Halliday, sollevatore britannico (n. 1918)
- 8 giugno - Luciano Lenti, politico e partigiano italiano (n. 1924)
- 8 giugno - Aden Abdulla Osman, politico somalo (n. 1908)
- 8 giugno - Beppe Recchia, regista televisivo italiano (n. 1934)
- 8 giugno - Richard Rorty, filosofo statunitense (n. 1931)
- 8 giugno - Dave Way, cestista canadese (n. 1940)
- 9 giugno - Rudolf Arnheim, scrittore, storico dell'arte e psicologo tedesco (n. 1904)
- 9 giugno - Alma Beltran, attrice statunitense (n. 1919)
- 9 giugno - Inger Hanmann, artista danese (n. 1918)
- 9 giugno - Christina Kokubo, attrice statunitense (n. 1950)
- 9 giugno - Ousmane Sembène, scrittore e regista senegalese (n. 1923)
- 9 giugno - Alfredo Simonti, calciatore italiano (n. 1926)
- 9 giugno - Leonard Williams, imprenditore britannico (n. 1919)
- 10 giugno - Joe Ferreira, calciatore statunitense (n. 1916)
- 11 giugno - Carlo Carosso, pittore e scultore italiano (n. 1953)
- 11 giugno - Nathalie de Salzmann de Etievan, pedagogista georgiana (n. 1917)
- 11 giugno - Gyula Dobay, nuotatore ungherese (n. 1937)
- 11 giugno - Marina Dolfin, attrice italiana (n. 1930)
- 11 giugno - Jorge Escalante, nuotatore messicano (n. 1940)
- 11 giugno - Luciana Fittaioli, politica italiana (n. 1921)
- 11 giugno - Paulinho de Almeida, calciatore e allenatore di calcio brasiliano (n. 1932)
- 11 giugno - Mala Powers, attrice statunitense (n. 1931)
- 12 giugno - Don Herbert, conduttore televisivo statunitense (n. 1917)
- 12 giugno - Wally Herbert, esploratore e scrittore britannico (n. 1934)
- 12 giugno - Flavio Maspoli, politico e giornalista svizzero (n. 1950)
- 12 giugno - Jim Norton, giocatore di football americano statunitense (n. 1938)
- 12 giugno - Guy de Rothschild, banchiere francese (n. 1909)
- 13 giugno - Claude Netter, schermidore francese (n. 1924)
- 13 giugno - Néstor Rossi, calciatore e allenatore di calcio argentino (n. 1925)
- 14 giugno - Robin Olds, generale e aviatore statunitense (n. 1922)
- 14 giugno - Jacques Simonet, politico belga (n. 1963)
- 14 giugno - Alex Thomson, direttore della fotografia britannico (n. 1929)
- 14 giugno - Kurt Waldheim, politico e diplomatico austriaco (n. 1918)
- 15 giugno - Giuseppe Alberigo, storico italiano (n. 1926)
- 15 giugno - Paolo Carbone, giornalista e conduttore radiofonico italiano (n. 1938)
- 15 giugno - Hugo Corro, pugile argentino (n. 1953)
- 15 giugno - Kees Krijgh, calciatore olandese (n. 1921)
- 15 giugno - Angelo Panara, allenatore di calcio e calciatore italiano (n. 1937)
- 15 giugno - Antonio Roversi, sociologo italiano (n. 1950)
- 15 giugno - Sensational Sherri, wrestler statunitense (n. 1958)
- 16 giugno - Muhammad Fazel Lankarani, religioso iraniano (n. 1931)
- 16 giugno - Maria Vittoria Malvano, traduttrice italiana (n. 1918)
- 16 giugno - Washington Poyet, cestista uruguaiano (n. 1939)
- 16 giugno - Thommie Walsh, ballerino, coreografo e regista statunitense (n. 1950)
- 17 giugno - Angelo Felici, cardinale e arcivescovo cattolico italiano (n. 1919)
- 17 giugno - Gianfranco Ferré, stilista italiano (n. 1944)
- 17 giugno - Emanuele Narducci, latinista, critico letterario e traduttore italiano (n. 1950)
- 18 giugno - Bill Barber, suonatore di tuba statunitense (n. 1920)
- 18 giugno - Onorio Cengarle, politico e sindacalista italiano (n. 1923)
- 18 giugno - Vilma Espín, rivoluzionaria e attivista cubana (n. 1930)
- 18 giugno - Hank Medress, cantante e produttore discografico statunitense (n. 1938)
- 19 giugno - Victorio Cieslinskas, cestista uruguaiano (n. 1922)
- 19 giugno - Eugenio Miccini, scrittore, poeta e artista italiano (n. 1925)
- 19 giugno - Gejza Šimanský, calciatore cecoslovacco (n. 1924)
- 19 giugno - Homer Thompson, cestista statunitense (n. 1916)
- 19 giugno - Klausjürgen Wussow, attore e pittore tedesco (n. 1929)
- 20 giugno - Osvaldo Baldacci, geografo italiano (n. 1914)
- 20 giugno - Franco Bonaiuti, architetto italiano (n. 1920)
- 20 giugno - Luciano Damiani, scenografo, costumista e regista teatrale italiano (n. 1923)
- 20 giugno - Nazik al-Mala'ika, poetessa irachena (n. 1922)
- 21 giugno - Carlos Romero, attore statunitense (n. 1927)
- 22 giugno - Bernd e Hilla Becher, artista e fotografo tedesco (n. 1931)
- 22 giugno - Nancy Benoit, wrestler e modella statunitense (n. 1964)
- 22 giugno - Luciano Fabro, scultore, scrittore e docente italiano (n. 1936)
- 22 giugno - Nello Lusoli, politico e partigiano italiano (n. 1921)
- 22 giugno - Dorothea Orem, infermiera statunitense (n. 1914)
- 23 giugno - Alfio Caltabiano, attore, regista e sceneggiatore italiano (n. 1932)
- 23 giugno - Offer Eshed, cestista e allenatore di pallacanestro israeliano (n. 1942)
- 23 giugno - Donald Garstang, storico dell'arte statunitense (n. 1946)
- 23 giugno - Pedro Rivas, cestista panamense (n. 1945)
- 23 giugno - Hans Sennholz, economista tedesco (n. 1922)
- 24 giugno - Chris Benoit, wrestler canadese (n. 1967)
- 24 giugno - Giovanni Boselli Sforza, fumettista e illustratore italiano (n. 1924)
- 24 giugno - Derek Dougan, calciatore nordirlandese (n. 1938)
- 24 giugno - Léon Jeck, calciatore belga (n. 1947)
- 24 giugno - Natasja Saad, rapper e cantante danese (n. 1974)
- 24 giugno - Hans Sturm, calciatore tedesco (n. 1935)
- 24 giugno - Albino Vidali, lottatore italiano (n. 1915)
- 24 giugno - Nina Vyrubova, ballerina sovietica (n. 1921)
- 25 giugno - Barry Beyerstein, psicologo canadese (n. 1947)
- 25 giugno - Costantino Ruggeri, francescano, pittore e scultore italiano (n. 1925)
- 25 giugno - Carlo Starnazzi, storico dell'arte italiano (n. 1949)
- 26 giugno - Lev Aleksandrovič Bezymenskij, storico e giornalista russo (n. 1920)
- 26 giugno - Liz Claiborne, stilista belga (n. 1929)
- 26 giugno - Jupp Derwall, allenatore di calcio e calciatore tedesco (n. 1927)
- 26 giugno - Luigi Meneghello, partigiano e scrittore italiano (n. 1922)
- 26 giugno - Frank Monaco, fotografo statunitense (n. 1917)
- 27 giugno - Milan Antolković, allenatore di calcio e calciatore jugoslavo (n. 1915)
- 27 giugno - Daniele Danieli, calciatore italiano (n. 1934)
- 27 giugno - Ashraf Marwan, imprenditore, agente segreto e politico egiziano (n. 1944)
- 27 giugno - Jackie McKeever, attrice statunitense (n. 1930)
- 27 giugno - Dragutin Tadijanović, poeta croato (n. 1905)
- 27 giugno - William Tuttle, truccatore statunitense (n. 1912)
- 27 giugno - José Villar Fernández, allenatore di calcio e calciatore spagnolo (n. 1928)
- 28 giugno - Leo Burmester, attore statunitense (n. 1944)
- 28 giugno - Enrico Guidoni, storico italiano (n. 1939)
- 28 giugno - Sterling E. Lanier, scrittore e scultore statunitense (n. 1927)
- 28 giugno - Kiichi Miyazawa, politico giapponese (n. 1919)
- 29 giugno - Cai Yanxiong, cestista cinese (n. 1915)
- 29 giugno - Shoshana Rivner, nuotatrice israeliana (n. 1938)
- 29 giugno - Fred Saberhagen, autore di fantascienza statunitense (n. 1930)
- 29 giugno - Alojzij Šuštar, arcivescovo cattolico sloveno (n. 1920)
- 29 giugno - Edward Yang, regista e sceneggiatore taiwanese (n. 1947)
- 30 giugno - Patrick Bruun, storico e numismatico finlandese (n. 1920)
- 30 giugno - José María Orúe, calciatore spagnolo (n. 1931)
- 30 giugno - Lillo Perri, giornalista e editore italiano (n. 1940)